# John E. Bunker
John Edward Bunker (* 24. April 1866 in Trenton, Maine; † 16. August 1918 in Bangor, Maine)  war ein US-amerikanischer Anwalt und Politiker, der von 1915 bis 1916 Secretary of State von Maine war.

## Leben
John Bunker wurde in Trenton im Hancock County geboren. Er besuchte das East Maine Conference Seminary in Bucksport und das Coburn Classical Institute in Waterville. Anschließend studierte er Jura bei Wiswell, König, und Peters in Ellsworth und ab 1890 an der Boston University. Für einige Zeit war er der Chef-Bibliothekar der Bibliothek der dortigen Law School.
Im Oktober 1892 erhielt er die Zulassung als Anwalt. Anschließend praktizierte er in einer eigenen Anwaltspraxis in Bar Harbor. Neun Jahre lang war er Vorsitzender des Board of Selectman von Bar Harbor und für einige Jahre Clerk of Courts des Hancook County. Ursprünglich Mitglied der Republikanischen Partei, wechselte er später zur Demokratischen Partei und war von 1915 bis 1916 Secretary of State von Maine. Im Jahr 1916 war er demokratischer Kandidat für das Repräsentantenhaus der Vereinigten Staaten, unterlag aber dem republikanischen Amtsinhaber John A. Peters.
Als die Vereinigten Staaten in den Krieg mit Deutschland eintraten, ernannte ihn Gouverneur Carl E. Milliken zum Exekutivsekretär des Ausschusses für öffentliche Sicherheit von Maine, später zum Vorsitzenden der Utilities Commission. Er gehörte dem Independent Order of Odd Fellows an und war Großmeister der Grand Lodge (I.O.O.F.) of Maine.
John E. Bunker war mit Carolyn McNair Dodge Bunker (1872–1911) verheiratet. Das Paar hatte eine Tochter. Er starb am 16. August 1918 im Eastern Maine General Hospital in Bangor. Sein Grab befindet sich auf dem Ledgelawn Cemetery in Bar Harbor.